# جون (مغني ياباني)
جون (باليابانية: Spiv states) هو مغني وكاتب أغاني ياباني، ولد في 17 نوفمبر 1983 في كوبه في اليابان.

## وصلات خارجية
- الموقع الرسمي
- جون على موقع ميوزك برينز (الإنجليزية)